# Jiřina Bohdalová
Jiřina Bohdalová (* 3. května 1931 Praha) je česká herečka.

## Život
Narodila se do rodiny truhláře Františka Bohdala a jeho manželky Marie, rozené Brunnerové. Matka pracovala jako služebná a věnovala se ochotnickému divadlu. Otec byl v roce 1954 odsouzen na 15 let odnětí svobody za napomáhání k velezradě, neboť po komunistickém převratu v únoru 1948 pomáhal někdejšímu ministrovi Ladislavu Karlu Feierabendovi k emigraci. Ve valdické věznici strávil 7 let a v roce 2016 obdržel in memoriam od ministerstva obrany osvědčení o účasti na protikomunistickém odboji.
Po obecné škole v Praze na Žižkově absolvovala dívčí reálné gymnázium a po maturitě v roce 1949 nastoupila na tři roky jako učitelka na základní škole v Ostravě. Od dětských let ji lákalo divadlo; vliv mělo matčino působení v ochotnickém divadelním souboru, přihláška do baletní školy a také do filmového komparsu. Ve svých šesti letech zažila svůj filmový debut v němém filmu Pižla a Žižla na cestách (1937). Další dětské role potom ztvárnila ve filmech Zlatý člověk (1939) a Madla zpívá Evropě (1940).
Přihlásila se na Divadelní fakultu Akademie múzických umění (DAMU), ale přijata byla až na třetí pokus. Studium z rodinných důvodů krátce přerušila a po návratu DAMU řádně absolvovala (v roce 1957) a ukončila rolí v absolventském představení Josefina. Divadelní kariéru začínala po boku Jana Wericha v Divadle ABC a posléze v Městských divadlech pražských. Právě kvůli osobě Jana Wericha kontaktovala Jiřinu Bohdalovou Státní bezpečnost, Bohdalová však informace o Werichovi odmítla předávat. Přesto Státní bezpečnost Bohdalovou od konce 50. let vedla jako agentku a teprve až roku 2004 soud konstatoval, že byla ve svazcích StB vedena neoprávněně.
V letech 1967–2004 byla členkou Divadla na Vinohradech. V srpnu 1968 emigrovala mladší sestra Jaroslava Henzelová i s rodinou do Rakouska a pak do Švédska. V roce 1970 Jiřina Bohdalová svědčila na svatbě spisovatele Pavla Kohouta a scenáristky Jeleny Mašínové. Z těchto důvodů pak v polovině 70. let dostávala méně rolí ve filmech. Od roku 2005 je členkou Divadla Na Jezerce, kde hraje v inscenacích Lásky paní Katty (po derniéře), Paní plukovníková a Generálka. Kromě svých divadelních rolí spolupracuje často s Českou televizí. Dříve spolu s Vladimírem Dvořákem v letech 1956–1999 účinkovala v zábavných pořadech a scénkách Československé televize, např. Televarieté. Známý je taky její pořad Hobby naší doby.
Je výraznou vypravěčkou dětských pohádek a večerníčků. Namluvila tak Pohádky ovčí babičky (1966); Broučci (1967); Hup a Hop (1968); Pohádky z mechu a kapradí (1968); Rákosníček (1975); O chytré kmotře lišce (1982); Malá čarodějnice (1984) či O skřítku Racochejlovi (1997). Ke konci roku 2012 bylo možno její hlas slyšet celkem v 148 dílech různých večerníčků.
K jejím nejznámějším filmům patří Ucho (z roku 1969, do roku 1989 zákaz promítání), Dáma na kolejích muzikálový film (1966); Ženu ani květinou neuhodíš (1967); Bílá paní (1965); Světáci (1969); Hvězda zvaná Pelyněk (1964); Nesmrtelná teta (1993) a Fany (1995). Účinkovala také v řadě televizních seriálů, např. F. L. Věk (1971), Chalupáři (1975), Cirkus Humberto (1988), Přítelkyně z domu smutku (1993), Četnické humoresky (2000), Pojišťovna štěstí (2004–2008) a nejnověji v televizním kriminálně komediálním cyklu Zdenka Zelenky Ach, ty vraždy! kde si zahrála hlavní postavu doktorky Květy Kalendové. Od roku 1999 do roku 2005 byla společníkem pivovaru Svijany.
Dne 3. června 2020 zastupovala hereckou obec na posledním rozloučení se zpěvačkou Evou Pilarovou v bazilice Panny Marie v Praze na Strahově. V srpnu 2021 obdržela na 47. Letní filmové škole Výroční cenu AČFK.
V roce 2022 skončila v nemocnici Na Homolce se zlomeným obratlem. V roce 2023 zrušila na doporučení lékařů divadelní sezonu, kvůli svému podlomenému zdraví, v témže roce v říjnu ze stejného důvodu svou divadelní kariéru ukončila. V roce 2024 ale přitom stále byla aktivní ve své herecké kariéře.

### Ocenění

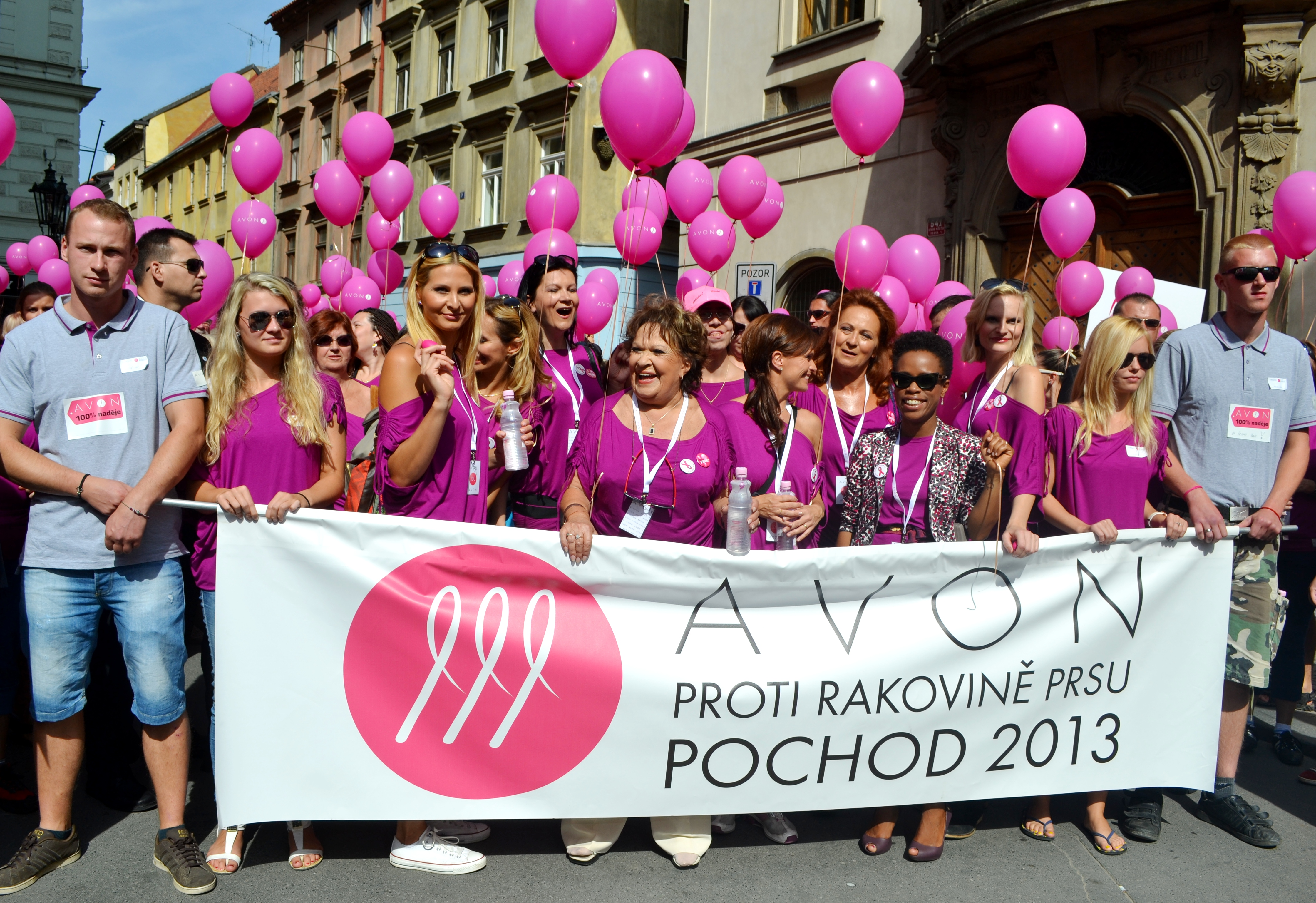
Jiřina Bohdalová spolu s dalšími osobnostmi na festivalu proti rakovině prsu

- 1968 – Vyznamenání Za vynikající práci[12]
- 1985 – Zasloužilá umělkyně[13]
- před rokem 1989 – několikrát vítězka v kategorii Nejlepší herečka v divácké anketě Televizní rolnička
- 1993 – Český lev: herečka v hlavní roli (film Nesmrtelná teta)
- 1995 – Český lev: herečka v hlavní roli (film Fany)
- 1993–2002 – TýTý: vítěz v kategorii – Herečka
- 2000 – Anketa: Král filmového úsměvu století – 3. místo (za Vlastou Burianem a Vladimírem Menšíkem)
- 2005 – Zlín Film Festival: Zlatý střevíček za mimořádný přínos kinematografii pro děti a mládež
- 2010 – TýTý: uvedena do Dvorany slávy[14]
- 2010 – Thálie: Cena za celoživotní mistrovství v oboru činohra
- 2013 –  Medaile Za zásluhy 1. stupeň (2013)[15]
- 2018 – ceny Artes – uvedena do Síně slávy
- 2021 –  Řád Bílého lva I. třídy
- 2023 – ceny Artes – Ocenění za celoživotní mistrovství v zábavním umění[16]

## Role

### Film
- 1937 – Pižla a Žižla na cestách
- 1939 – Zlatý člověk – role: dcerka zraněného dílovedoucího
- 1940 – Madla zpívá Evropě
- 1940 – Dceruška k pohledání
- 1947 – Muzikant
- 1952 – Únos
- 1955 – Něco se tu změnilo
- 1955 – Direktiva (studentský film)
- 1956 – Zaostřit, prosím
- 1956 – Dědeček automobil
- 1957 – Škola otců
- 1957 – Florenc 13,30
- 1958 – O věcech nadpřirozených
- 1958 – Kasaři
- 1959 – O medvědu Ondřejovi
- 1960 – V+W: Těžká Barbora
- 1961 – Procesí k Panence
- 1961 – Pohádka o staré tramvaji
- 1961 – Labyrint srdce
- 1961 – Kolik slov stačí lásce
- 1961 – Každá koruna dobrá
- 1961 – Florián
- 1962 – Anička jde do školy
- 1963 – Pršelo jim štěstí
- 1963 – Král Králů
- 1963 – Až přijde kocour
- 1964 – Komedie s Klikou
- 1964 – Hvězda zvaná Pelyněk
- 1965 – Bílá paní
- 1965 - Noc na Karlštejně (Alžběta, manželka Karla IV.)
- 1966 – Dáma na kolejích
- 1967 – Ženu ani květinou neuhodíš
- 1967 – Ženitba (film, 1967)
- 1967 – Ta naše písnička česká
- 1967 – Přísně tajné premiéry
- 1968 – Křesadlo
- 1969 – Odvážná slečna
- 1969 – Světáci
- 1970 – Vražda ing. Čerta
- 1970 – Ucho
- 1970 – Pěnička a Paraplíčko
- 1970 – Muž, který rozdával smích
- 1970 – Čtyři vraždy stačí, drahoušku
- 1971 – Ženy v ofsajdu
- 1977 – Všichni proti všem
- 1980 – V hlavní roli Oldřich Nový
- 1980 – Jak se dělá smích
- 1983 – Rumburak
- 1984 – Lucie, postrach ulice
- 1984 – Šéfe, jdeme na to!
- 1984 – ...a zase ta Lucie!
- 1986 – Veselé Vánoce přejí chobotnice
- 1986 – Smích se lepí na paty
- 1987 – O bílé laňce
- 1990 – Byli jsme to my?
- 1991 – Corpus delicti
- 1992 – Kačenka a strašidla
- 1992 – Kačenka a zase ta strašidla
- 1993 – Nesmrtelná teta
- 1993 – Jedna kočka za druhou
- 1994 – O zvířatech a lidech
- 1995 – Fany
- 1997 – RumplCimprCampr
- 1998 – Jezerní královna
- 2000 – Rebelové
- 2005 – Pátrání po Ester
- 2009 – Občan Havel přikuluje
- 2011 – Saxána a Lexikon kouzel
- 2012 – Vrásky z lásky
- 2016 – Anděl Páně 2
- 2022 – Vánoční příběh

### Televize
- 1961 – Střevíčky (TV film) – role: Helena, kamarádka Marty
- 1965 – Muž, žena, Žoržík a klíč (TV inscenace) – role: manželka Jelena Nikolajevna
- 1966 – Čertouská poudačka (TV pohádka) – role: Baruška
- 1967 – Jak se telefonuje (TV pořad) – role: všechny
- 1968 – Hořké pivo, sladký likér (TV zpracování dvou povídek Karla Copa) – role: Lízinka Hartmanová
- 1970 – Čert a Káča (TV film) – role: Káča
- 1971 – Fantom operety (seriál) – role: Lola Lácová
- 1971 – F. L. Věk (seriál) – role: Lotty Butteau
- 1971 – Kat nepočká (TV film) – role: herečka Hlínová
- 1971 – Taková normální rodinka (TV seriál) – role: sousedka Květuška Zdeborová
- 1971 – Strašidýlko Fanfulínek (seriál)
- 1972 – Zdravá vdova (TV film) – role: Bohoušova žena
- 1973 – Tetička za všechny peníze (TV mikrokomedie) – role: Dáša Horová
- 1974 – Maminka (TV film)
- 1974 – Štafle (TV komedie) – role: prodavačka textilu Eva Hromádková
- 1975 – Pan Tau (TV seriál) – role: maminka Helena Urbanová
- 1975 – Chalupáři (TV seriál) – role: Dagmar „Dáša“ Fuchsová
- 1976 – Dalskabáty, hříšná ves aneb Zapomenutý čert (TV pohádka) – role: Mariána Plajznerová
- 1976 – Muž na radnici – (seriál) – role: Jitka Martínková
- 1978 – Filatelistická historie (TV film) – role: manželka Ženíšková
- 1979 – Upír ve věžáku (TV film) – role: matka Bendová
- 1980 – Princové jsou na draka (TV film) – role: Martínkova maminka
- 1980 – Začalo to karafiátem (TV film) – role: přítelkyně Milušky
- 1981 – Můžeš mi odpustit? (mikrokomedie) – role: Irena
- 1981 Kdo chce kam... (TV komedie) – role: ředitelka Řeřichová
- 1982 Dobrá Voda (TV seriál) – role: Janýrová
- 1983 – O velkém nosu (TV film) – role: kmotřička víla
- 1984 – My všichni školou povinní (seriál) – role: Marie Joklová
- 1985 – O chytrém Honzovi (TV film) – role: Honzova matka
- 1985 – Rozpaky kuchaře Svatopluka Kuřátka (seriál) – role: paní Křikavová
- 1986 – Španělská paradentóza (TV film) – role: zub. asistentka, sestra Jarmilka
- 1986 – Zázračné dítě (TV film) – role: tchyně
- 1986 – Co takhle svatba, princi? (TV film) – role: královna
- 1987 – Ať přiletí čáp královno (TV film) – role: královna
- 1988 – Nanečisto (TV film) – role: matka Zuzany
- 1988 – Cirkus Humberto (seriál) – role: Hammerschmiedová
- 1989 – Utopím si ho sám (TV film) – role: Jarmilka
- 1989 – Případ pro zvláštní skupinu (seriál)
- 1991 – Svědkyně (TV film) – role: Hrabětová
- 1992 – Přítelkyně z domu smutku (seriál) – role: Helenka
- 1992 – V Praze bejvávalo blaze (pořad)
- 1995 – Hříchy pro diváky detektivek (seriál) – role: bytná Anežka Ulrychová
- 1997 – Rampelník (TV film) – role: královna
- 1999 – Paní Piperová zasahuje (TV film) – role: Lili Piperová
- 1999 – Návštěva staré dámy (TV film) – role: Claire Zachanassianová
- 1999 – Isabela, vévodkyně Bourbonská (TV film) – role: Isabela
- 1999 – Kačenka a strašidla (seriál) – role: Berta
- 2000 – Četnické humoresky (seriál) – role: domkářka Menšíková – epizoda „Medovina“
- 2001 – O ztracené lásce (seriál) – role: Floxina
- 2001 – Karlínská balada (TV film)
- 2002 – Poslání s podrazem (TV film)
- 2002 – Lakomec (TV film)
- 2003 – Bankrotáři (TV film) – role: Colinsová
- 2004 – Poklad na Sovím Hrádku (TV film) – role: babička
- 2004 – Pojišťovna štěstí (seriál) – role: Marie Krausová
- 2005 – Zastřený hlas (TV film) – role: pěvkyně
- 2005 – Povodeň (TV film) – role: Jiřina
- 2005 – On je žena! (seriál)
- 2005 – Boháč a chudák (TV film) – role: Bída
- 2005 – 3 plus 1 s Miroslavem Donutilem (seriál)
- 2007 – Četnické humoresky (seriál) – role: domkářka Menšíková – epizoda „Majlant“
- 2007 – Příkopy (seriál) – role: Růža Jetelová
- 2007 – Trapasy (seriál)
- 2009 – Láska rohatá (TV film) – role: čertovská babička Elvíra
- 2010 – Ach, ty vraždy! (seriál) – role: Květa Kalendová a Stanislava Durychová
- 2012 – Šťastný smolař (TV film) – role: Karlosova matka
- 2013 – Duch nad zlato (TV film) – role: dvorní dáma Hermína
- 2013 – Sanitka 2 (seriál) – role: MUDr. Kaderková, zubařka v důchodu
- 2016 – Každý milion dobrý (TV film) – role: Irena Dittrichová
- 2018 – Kouzelník Žito (TV film) – role: bylinářka Apolena
- 2019 – Klec (TV film) – role: penzistka Květa Galová
- 2019 - Česko Slovensko má talent (TV show) - speciální porotkyně
- 2024 - Svatá (TV film) – role: Olga

### Divadelní role
- 1957 – V+W: Balada z hadrů , Šenkýřka z taverny „U šišky“, Divadlo ABC, režie Ján Roháč
- 1963 – Marcel Achard: Idiotka, Divadlo Komedie, premiéra: 1963, režie: Ota Ornest, 376 repríz.[17]
- 1980 – Jiří Hubač: Dům na nebesích, Divadlo na Vinohradech, premiéra: 1980 režie: Václav Hudeček
- 2004 – Brian Friel: Lásky paní Katty, Katty McGuire, Divadlo na Vinohradech, režie Vladimír Strnisko j. h.[17]
- 2005 – Brian Friel: Lásky paní Katty, Katty McGuire, Divadlo Na Jezerce, režie Vladimír Strnisko
- 2008 – Bengt Ahlfors: Paní plukovníková, Věra Bergerová, Divadlo Na Jezerce, režie Vladimír Strnisko
- 2014 – Jiří Hubač: Generálka, Josefína, Divadlo Na Jezerce, režie Radek Balaš
- 2020 – D. L. Coburn, Gin Game, Fonsie, Divadlo Na Jezerce, režie Radek Balaš

## Knihy
- Jiřina Bohdalová, Slávka Kopecká, Andrej Šťastný: Hádej, kam půjdem na oběd vydalo nakladatelství Kredit 1991, ISBN 80-85279-21-5, kuchařka.
- Jiřina Bohdalová, Lída Pěničková: Lidi, to je ale bašta vydalo nakladatelství Eminent 1997, ISBN 80-85876-49-3, kuchařka.
- Jiřina Bohdalová, Lída Pěničková: Pro mlsné jazýčky-Slavnostní kuchařka vydalo nakladatelství Eminent 1998, ISBN 80-85876-71-X, kuchařka.
- Jiřina Bohdalová, Lída Pěničková: Co se skrývá pod pokličkou vydalo nakladatelství Eminent 2000, ISBN 80-7281-034-0, kuchařka.
- Jiřina Bohdalová, Petr Hora-Horejš: Měla jsem štěstí na lidi vydalo nakladatelství Press Servis 2006, ISBN 80-903837-0-X.
- Jiřina Bohdalová, Alena Bartoňová: Třicet dní ,které otřásly váhou vydalo nakladatelství Set out 2009, ISBN 80-86277-48-8.
- Jiřina Bohdalová, Slávka Kopecká, Pavel Skalník: Herr Gott ....a že to uteklo! vydalo nakladatelství Sláfka 2009, ISBN 978-80-86631-78-3.
- Jiřina Bohdalová, Slávka Kopecká: Jiřina Bohdalová v kuchyni hvězd vydalo nakladatelství Sláfka 2011, ISBN 978-80-86631-96-7.
- Jiřina Bohdalová, Slávka Kopecká: Fenomén Bohdalka vydalo nakladatelství Sláfka 2011, ISBN 978-80-86631-97-4.
- Robert Rohál: Nehasnoucí hvězda vydalo nakladatelství Petrklíč 2012, ISBN 978-80-7229-266-0, neautorizovaný životopis.
- Petr Macek: Vždycky upřímná Jiřina Bohdalová, Praha, CNC, 2020, ISBN 978-80-87033-88-3